# 沈完
沈完（15世紀—16世紀），字全卿，湖廣襄陽府襄陽縣人，明朝政治人物。

## 生平
沈完是弘治八年（1495年）乙卯科湖廣鄉試第二十三名舉人，授梁山知縣，辦理公務幹練，案件不會積壓，晚年居鄉，以詩酒自娛。

## 引用
1. 1 2  同治《襄陽縣志·卷六·人物》：沈完，字全卿，少有才名，領宏治乙卯鄉薦，任梁山知縣，案無留牘，晚年鄉居惟以詩酒自娛。 府志